# Kurt Hahn
Kurt Matthias Robert Martin Hahn (5. června 1886, Berlín – 14. prosince 1974, Salem) byl německý politik a pedagog, jeden ze zakladatelů zážitkové pedagogiky, spoluzakladatel organizace Outward Bound.

## Život
Hahn byl osobním sekretářem prince Maxe von Baden, posledního kancléře Německého císařství. Později se velkou měrou zasloužil o rozvoj dobrodružné výchovy ve všech vyspělých zemích tím, že založil a stál u zrodu četných škol a vzdělávacích institucí po celém světě.
V roce 1919 založil s princem Maxem von Baden v Bádensku-Württembersku výchovný ústav Salem, kde se při výchově používal princip „prožitkové terapie“: kromě denního cvičení a pobytu v přírodě, expedic a příprav na expedici také záchranná služba v horách a na pobřeží. V roce 1933 byl jako aktivní odpůrce nacismu zatčen; po propuštění, k němuž došlo na základě přímé intervence britského ministerského předsedy Ramsaye MacDonalda, emigroval do Británie. Usadil se ve Skotsku, kde v Gordonstounu založil British Salem School (jejími žáky byli i princ Philip, pozdější vévoda z Edinburghu a manžel britské královny Alžběty II, a jeho nejstarší syn princ Charles, pozdější král Karel III. Britský).
V roce 1941 založil s Jimem Hoganem a Johnem Holtem ve Walesu organizaci Outward Bound – první školu přežití pro vojáky britského námořnictva, která po válce inspirovala vznik mnoha středisek zážitkové pedagogiky pro mladé lidi mezi 16 až 21 lety. Pod označením Outward Bound tato střediska existují po celém světě. V České republice je od roku 1991 členem mezinárodní organizace Outward Bound spolek Prázdninová škola Lipnice.